# Galataturm

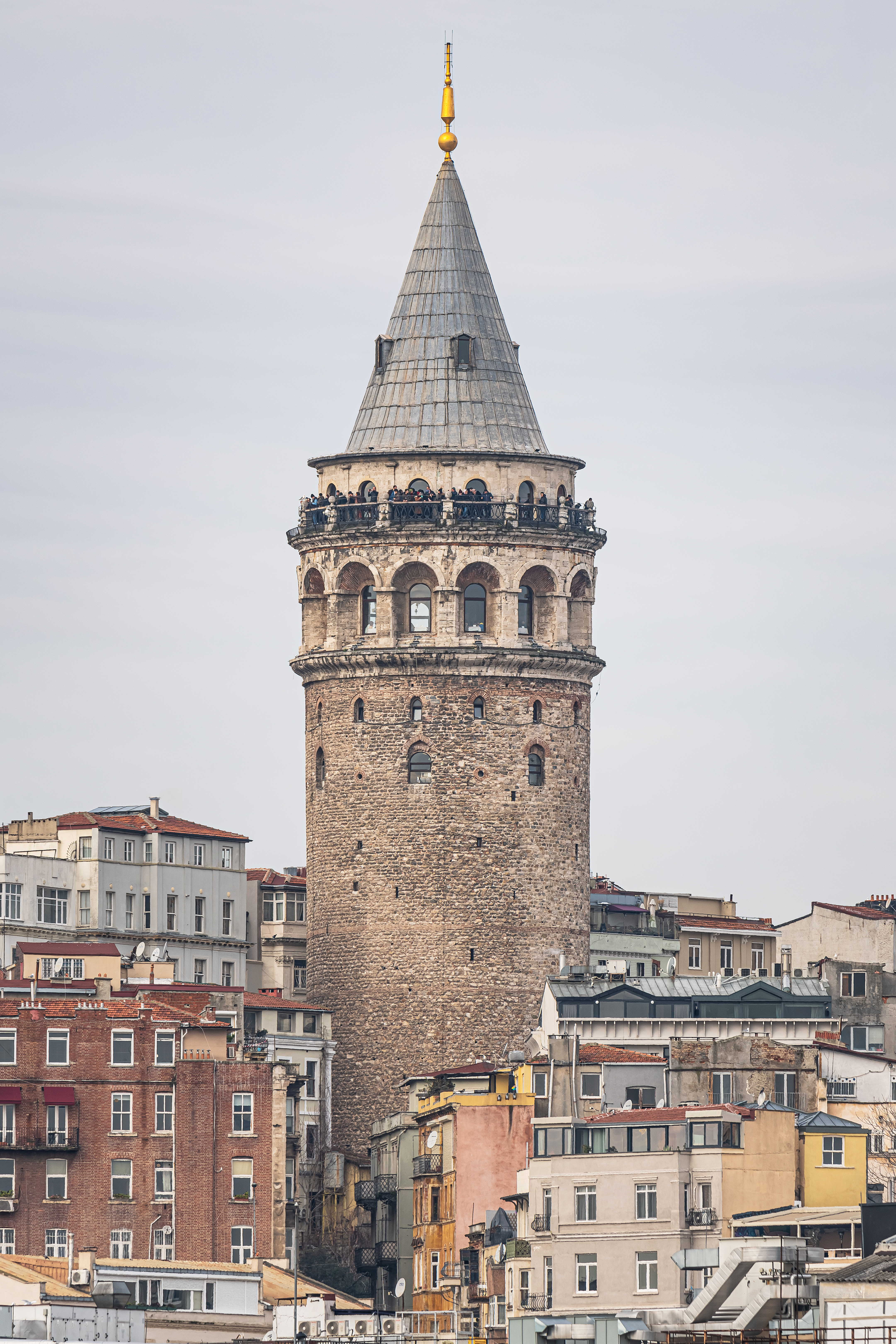
Der Turm aus Richtung Bosporus

Der Galataturm (türkisch Galata kulesi) liegt in Galata, einem Viertel des Istanbuler Stadtteils Beyoğlu. Ursprünglich war er ein Teil der unter den Genuesen errichteten Stadtbefestigung. Vielleicht hat er auch als Leuchtturm gedient.

## Geschichte
Um 527 wurde der alte Galataturm unter dem Byzantinischen Kaiser Justinian I. gebaut und diente als Sichtungsturm. Der alte Turm wurde 1204 bei der Eroberung von Konstantinopel zerstört.
1348–49 wurde dann an der höchsten Stelle Galatas ein neuer Galataturm als Christusturm errichtet und die Genueser nutzten den Hügel als Festung, die zur Verteidigung Galatas gegenüber von Konstantinopel gebaut wurde. Der Galataturm hielt einer Reihe von Erdbeben, Stürmen und Bränden und sogar mehrmaligen Beschädigungen stand.
1453 übernahmen die Osmanen den Turm und stationierten hier die Janitscharentruppe. Im 15. Jahrhundert nutzte man den Turm als Gefängnis für Kriegsgefangene und im 16. Jahrhundert als Wachturm.
Nach dem Ende des Osmanischen Reichs machte man in den 1960er Jahren eine Feuerwache aus ihm.
Der Architekt Köksal Anadol restaurierte den Turm 1967 und stellte den Originalaufriss nach vielen Jahren wieder her, sogar das konische Dach des Galataturms rekonstruierte er. Heute dominiert der neunstöckige Turm mit seinem zylindrischen Rumpf noch immer das Nordufer des Goldenen Horns und ist einer der schönsten Aussichtspunkte über Istanbul. Mit zwei Aufzügen kann man bis ins siebte Stockwerk fahren. Über eine hölzerne Wendeltreppe gelangt man von dort aus in die beiden letzten Etagen, wo sich auch ein Restaurant mit 360-Grad-Stadtpanorama befindet und der Zugang zur Aussichtsterrasse liegt.

## Rezeption
In Niederlehme bei Berlin wurde 1902 ein Wasserturm gebaut, dessen Gestaltung sich deutlich an den Galataturm (im damaligen Zustand, ohne das Kegeldach) anlehnt. Ob Bauherr oder Architekt des Wasserturms einen persönlichen Bezug zum Vorbild hatten, ist ungeklärt.
In Karls Mays Reiseerzählung Von Bagdad nach Stambul kommt es auf dem Galataturm zu einer Auseinandersetzung, zwei Romanfiguren stürzen vom Turm und verletzen sich tödlich.